# Fox Business
Fox Business Network (também conhecida como Fox Business) é um canal americano de notícias de negócios de televisão paga que pertence à divisão Fox News Group da Fox Corporation. A rede discute notícias comerciais e financeiras. As operações do dia-a-dia são dirigidas por Kevin Magee, vice-presidente executivo da Fox News; Neil Cavuto gerencia a cobertura de notícias de conteúdo e negócios. Em fevereiro de 2015, a Fox Business Network estava disponível para aproximadamente 74.224.000 domicílios com televisão paga (63,8% dos lares com televisão) nos Estados Unidos.
A Fox Business tem sido criticada como a CNBC (outro canal do gênero) pelo número de infomerciais que vai ao ar durante a madrugada e particularmente nos finais de semana.